# Horses
| Recensione                        | Giudizio         |
| --------------------------------- | ---------------- |
| AllMusic                          | [ 4 ]            |
| Robert Christgau                  | A                |
| The New Rolling Stone Album Guide | [ 6 ]            |
| Sputnikmusic                      | 4.5 (Superb)     |
| Piero Scaruffi                    | [ 8 ]            |
| Ondarock                          | (Pietra miliare) |
| Dizionario del Pop-Rock           | [ 10 ]           |
| 24.000 dischi                     | [ 11 ]           |
| Storia della musica               | [ 12 ]           |
| sentireascoltare                  | [ 13 ]           |

Horses è il primo album della cantautrice statunitense Patti Smith, pubblicato nel novembre del 1975 per l'etichetta discografica Arista Records. È tuttora considerato da molti critici musicali una vera e propria pietra miliare nella storia del rock. Attraverso l'introduzione di un nuovo linguaggio artistico e musicale, apre la strada al nascente movimento punk, ed è tra l'altro ricordato come fonte di ispirazione da numerosi artisti, tra cui Michael Stipe. È stato inserito al 44º posto nella classifica "500 greatest albums of all time" della rivista Rolling Stone nella versione del 2012, e al 26º in quella del 2022.
L'album si classificò al quarantasettesimo posto (il 7 febbraio 1976) della classifica statunitense Billboard 200.
La copertina dell'album, con il volto di Patti Smith su figura vestita alla maschietto, è una citazione di una foto in posa di Frida Kahlo, scattata da Robert Mapplethorpe.

## Tracce
Lato A
1. Gloria – 5:54
2. Redondo Beach – 3:24 (Patti Smith, Richard Sohl, Lenny Kaye)
3. Birdland – 9:16 (Patti Smith, Richard Sohl, Lenny Kaye, Ivan Kral)
4. Free Money – 3:47 (Patti Smith, Lenny Kaye)

Lato B
1. Kimberly – 4:26 (Patti Smith, Allen Lanier, Ivan Kral)
2. Break It Up – 4:05 (Patti Smith, Tom Verlaine)
3. Land – 9:36
4. Elegie – 2:42 (Patti Smith, Allen Lanier)

Edizione CD del 1996, pubblicato dalla Arista Records (07822-18827-2)
1. Gloria – 5:53
2. Redondo Beach – 3:24 (Patti Smith, Richard Sohl, Lenny Kaye)
3. Birdland – 9:14 (Patti Smith, Richard Sohl, Lenny Kaye, Ivan Kral)
4. Free Money – 3:50 (Patti Smith, Lenny Kaye)
5. Kimberly – 4:25 (Patti Smith, Allen Lanier, Ivan Kral)
6. Break It Up – 4:00 (Patti Smith, Tom Verlaine)
7. Land – 9:26
8. Elegie – 2:41 (Patti Smith, Allen Lanier)
9. My Generation – 3:16 (Pete Townshend) – Bonus Track - Registrato dal vivo il 26 gennaio 1976 al The Agora di Cleveland, Ohio

## Formazione
- Patti Smith - voce
- Lenny Kaye - chitarra solista
- Ivan Kral - chitarra, basso elettrico
- Richard Sohl - pianoforte
- Jay Dee Daugherty - batteria

Ospiti
- Tom Verlaine - chitarra (brano: Break It Up)
- Allen Lanier - chitarra (brano: Elegie)
- John Cale - basso (brano: My Generation)

Note aggiuntive
- John Cale - produttore
- Wartoke Records Inc. - produttore esecutivo
- Registrato e mixato al Electric Lady Studio di New York (Stati Uniti)
- Bernie Kirsh - ingegnere delle registrazioni
- Frank D'Augusta - assistente ingegnere delle registrazioni
- Masterizzato da Bernie Kirsh e Bob Ludwig al Sterling Sound Inc. di New York
- Robert Mapplethorpe - fotografia
- Bob Heimall - design album[18]